# سیارک ۳۹۵۵
سیارک ۳۹۵۵ (به انگلیسی: 3955 Bruckner، نامگذاری:1988RF3) سه هزار و نهصد و پنجاه و پنجمین سیارک کشف شده‌است که در ۹ سپتامبر ۱۹۸۸ کشف شد.
قدر مطلق سیارک برابر ۱۱٫۳۰ است.